# Concha de Pinedo
Concepción de Pinedo Ventosa (Madrid, 13 de junio de 1953, más conocida como Concha de Pinedoy, en algunas noticias de la época como Concha Pinedo)  es una exjugadora de balonmano española que jugaba de extremo con la selección española.

## Trayectoria
Una de las primeras jugadoras españolas en jugar en el extranjero, su carrera se dividió entre un par de equipos madrileños (entre los que se encontraba el histórico Atlético de Madrid) y el Iber Valencia. Sus características de juego, según la prensa de la época, le hacían una jugadora fuerte, rápida, agresiva y muy inteligente.
Empezó, a los 14 años, en el Decatlón de Madrid, para debutar en la máxima división nacional, con 17, en el Atlético de Madrid. Su irrupción en la máxima categoría fue clave para entrar a formar parte de la selección que dirigía por aquel entonces José Antonio Roncero. A pesar de la poca implicación de los estamentos de la época con el balonmano femenino Concha jugó hasta en 53 ocasiones con la selección, anotando 38 goles y compitiendo hasta en dos mundiales B (Alemania'77 y Dinamarca'81)
Tras jugar unas temporadas en el Medina Madrid y, de nuevo, en el Atlético de Madrid, el año del desmantelamiento de la sección femenina de balonmano del club colchonero fichó por el Hypobank austriaco para terminar su vida como jugadora de balonmano en el histórico Iber Valencia, dónde se reencontró con muchas de sus antiguas jugadoras de Madrid.
En 1982 compartió equipo nacional con Paloma Zancajo, Vicenta Cano, Teresa Anducas, Ángela Merino, Angeles Capilla, Luisa Martín, Ángeles Casafont, Sagrario Santana, Ángeles Granados, Carmen Gª Navarro, Nanda Suárez, Yolanda Soria, Elvira Martínez, Lydia Pena y Mercedes Fuertes en la que, a la postre, sería el último año por desavenencias con la Real Federación Española y su presidente, Domingo Bárcenas.

### Clubes
- 1970 – :  Atlético de Madrid
- –1974 :  Medina Madrid
- 1974–79:  Atlético de Madrid
- 1979–80:  Hypo Niederösterreich
- 1980–85 :  Iber Valencia

## Trofeos
- 10 x Liga Española (1970/71, 1971/72, 1975/76, 1976/77, 1977/78, 1980/81, 1981/82, 1982/83, 1983/84, 1984/85)
- 5 x Copa de la Reina (1980/81, 1981/82, 1982/83, 1983/84, 1984/85)

## Vida
Fue profesora de educación física en Valencia (ya jubilada) y siempre fue una defensora de la educación física desde la base para mejorar las condiciones físicas de los jugadores de balonmano.
Tras su retirada fue vicepresidenta del Iber Valencia y fue una de las partes decisivas para el fichaje de Natalia Morskova por el conjunto valenciano. 